# Vila Františka Horáka (Lomnice nad Popelkou)
Vila Františka Horáka (také Křížova vila) je pozdně secesní vila v Lomnici nad Popelkou.

## Historie

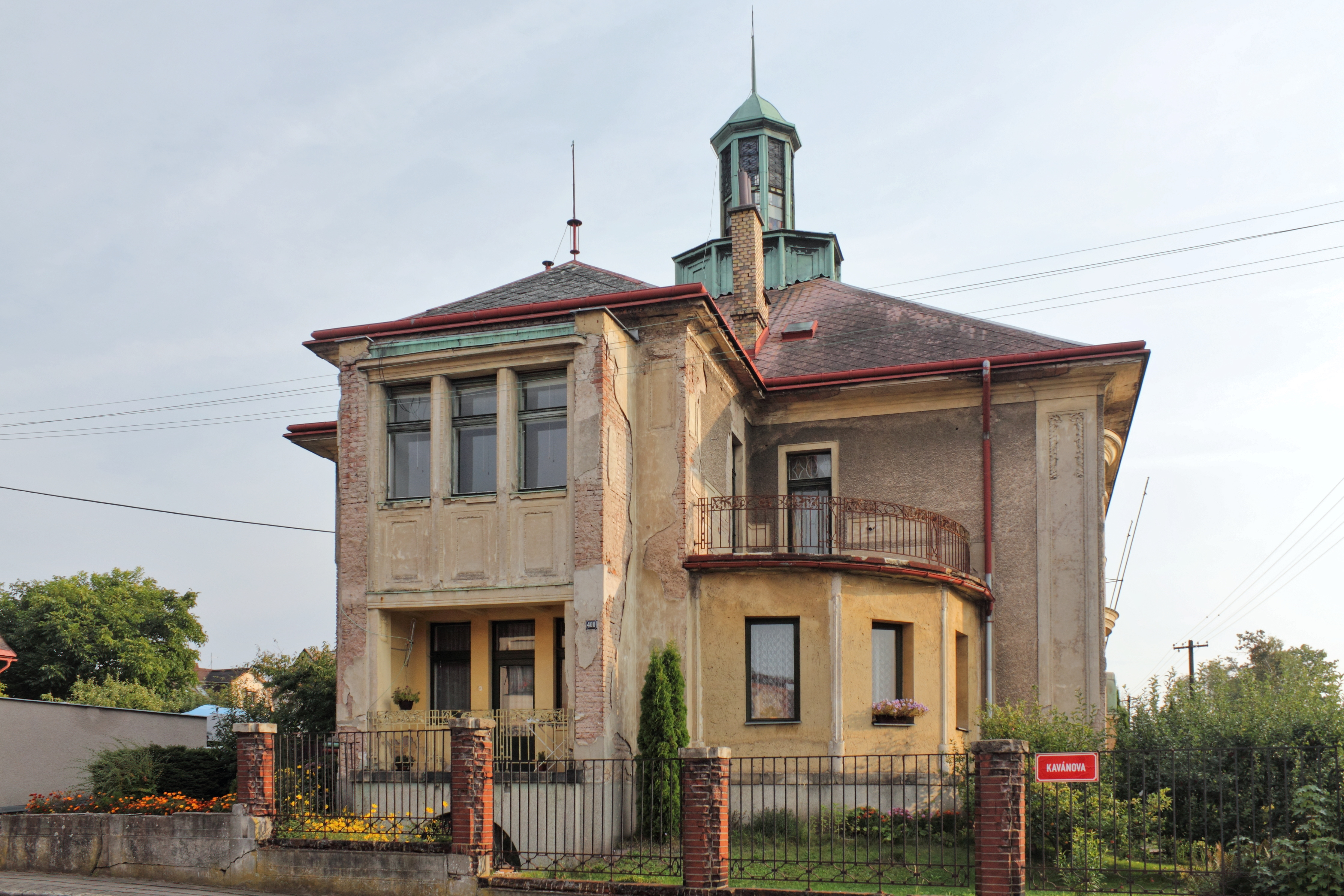
Vila Františka Horáka v roce 2017

František Horák byl mladší syn továrníka a slévače Josefa Horáka. Zadal projekt rodinné vily v místě tzv. panských stodol pražskému architektu Františku Xaveru Sanderovi. Stavba probíhala v letech 1912 až 1914 a byla zadána staviteli Vácslavu Slabovi. Dům byl dokončen 20. ledna 1914 a o osm dní později byl zkolaudován. Po úmrtí Františka Horáka přešla vila v roce 1923 do majetku jeho manželky Zdenky a jeho dcer Marie a Zdenky Horákových. V roce 1928 po úmrtí matky zůstala vila v majetku dcer. Švagr Zdenky Horákové, Alois Wachsmann v roce 1936 upravoval interiéry v druhém podlaží vily.
Po únorovém převratu Zdenka Wachsmannová neplatila milionářskou daň. Polovina její vily byla znárodněna a převedena na bytový podnik. Druhá polovina vily z majetku Marie byla převedena v roce 1946 na jejího syna Jaroslava Kříže, který byl kvůli převodu zplnoletněn.
Polovina budovy je v soukromých rukou a druhou polovinu věnoval Jaroslav Kříž městu. V roce 2013 byla vila prohlášena za kulturní památku.

## Popis
Dominantou dvoupatrového pozdně secesního domu je šestistěnná majáková věžička s barevnými skly. Na fasádě jsou úryvky z básně Svatopluka Čecha Domov a nápis odkazující na to, že na místě dříve stávaly panské stodoly. Kvůli další zástavbě zaniklo sportovní zázemí domu, zejména tenisové kurty.
Interiéru dominuje centrální hala se schodištěm. Budova i její interiér je zachovalá a poskytuje unikátní obraz o životě bohatých továrníků v první polovině 20. století.